# Il falco e la colomba (film)
Il falco e la colomba è un film drammatico del 1981 diretto da Fabrizio Lori.

## Trama
Michele Alemani è un politico in ascesa all'interno del suo partito, quando viene gambizzato da un gruppo di terroristi. Una ragazza che, in macchina col fidanzato, ha visto tutto, lo soccorre, utilizzando il proprio foulard come laccio emostatico, ma fugge via immediatamente.
Una volta guarito, Alemanni, incontra per caso la ragazza in un ristorante e interviene colpendo con un pugno il fidanzato di lei che la sta strattonando minaccinadola. Lei fugge, dopo aver dato uno schiaffo ad Alemanni.
Durante un casting Alemanni trova la foto della ragazza, Viva Montero, che di professione fa la modella e l'attrice e decide di ingaggiarla per una campagna politica. Lui inizia a corteggiarla e, con la scusa di restituirle il foulard, va a trovarla nell'albergo dove lei vive. I due vanno assieme a una festa dove fanno l'amore, ma lei inizialmente lo allontana. Qui Almanni scopre che Eva è tossicodipendente e decide di aiutarla a disintossicarsi.
Mentre la ragazza è in clinica, Alemanni si separa dalla moglie Rita, e quando Eva viene dimessa i due vanno a vivere assieme. Ma il di lui suocero, che è anche il capo corrente del suo partito politico, vede in questo rapporto una minaccia all'ascesa politica di Michele, così architetta il modo di separare i due. Parla con Eva, convincendola a lasciare Michele, mentre al contempo un suo alleato convince il Pezzà, l'ex fidanzato di Eva, a iniettarle una dose di eroina.
Eva in bagno, in uno stato di alterazione indotto dall'eroina, si toglie il sangue con la siringa e sviene. Michele, arrivato a casa non si accorge di niente, ma nel frattempo sopraggiunge la polizia, che trovata la ragazza in bagno, porta Michele in carcere.
Eva, ritornata in clinica, decide di togliersi la vita lasciandosi cadere dalla terrazza della sua camera. A Michele, a cui viene comunicata la notizia in carcere, non rimane che lasciarsi andare alla disperazione.

## Colonna sonora
La colonna sonora, composta da Stelvio Cipriani, non è stata pubblicata. Nel film viene inoltre utilizzato il brano September Morn, cantato da Neil Diamond due anni prima.

## Accoglienza
Alla sua uscita Segnalazioni Cinematografiche così stigmatizza la pellicola: «Il film è, di fatto, soltanto un patinato fotoromanzo, risibile nei dialoghi, nel disegno dei personaggi, nel ritratto d'ambiente.»" FilmTv.it, sulla stessa linea, sintetizza: «Trascurabile mix fra sentimento e spunti "sociali"».